# Gochnatia maisiana
Gochnatia maisiana là một loài thực vật có hoa trong họ Cúc. Loài này được (León) R.N.Jervis & Alain mô tả khoa học đầu tiên năm 1960.